# 徐香祖
徐香祖，元和人，清朝政治人物。举人出身。
道光四年（1824年），擔任清朝廣州府南海縣知縣。后由陸向榮接任。